# St. Florian (Matzkirch)
Koordinaten: 50° 11′ 18,6″ N, 18° 1′ 49,3″ O
Die Pfarrkirche St. Florian ist eine spätbarocke Kirche im oberschlesischen Matzkirch.

## Geschichte
Die Kirche, deren Grundstein 1754 gelegt wurde, geht auf eine Initiative von Abt August Renner des Klosters Rauden zurück. Der Bau wurde von Michael Clement ausgeführt 1773 Ausmalung bis 1776 durch Franz Sebastini und blieb unvollendet.

## Bauwerk
Dir Kirche, auf einem kleinen Hügel in der Mitte des Dorfes, ist ein spätbarocker Saalbau. Die Kirche hat einen eingezogenen Chor, bei dem der Übergang zum Chor durch beiderseitige Abschrägung des Chorbogens gestaltet ist. Das Gebäude ist ein verputzter Ziegelbau mit Sockelgeschoss und Fachwerkfassaden, mit Anbauten an der Nord- und Südseite des Chors und an der Nordseite des Schiffs. An der Westseite der Kirche befindet sich eine Vorhalle mit zwei Anbauten, die in den Korpus der Kirche einbezogen sind.
Der Innenraum der Kirche ist durch Wandpilaster gegliedert und mit einem Tonnengewölbe mit Lünetten bedeckt, während in der Kapelle und der Vorhalle ein Kreuzgewölbe tragen. Im Chorraum sind die Visionen des Hl. Bernhard abgebildet. In Medaillons sind vier allegorische Frauengestalten der Milde, der Frömmigkeit, der Süßigkeit und der Jungfräulichkeit dargestellt. Der Innenraum hat ferner einige gemalte Seitenaltäre.

## Verweise
- Über die Pfarrei

## Nachweise
- Günther Grundmann: Barocke Kirchen und Klöster in Schlesien. Bergstadtverlag Korn, 1971, S. 168.
- Baubeschreibung auf zabytek.pl